# Бежерано, Шимон
Шимон Бежерано (ивр. שמעון בז'רנו‎; 28 сентября 1910, Пловдив — 17 октября 1971, Израиль) — израильский промышленник, общественный и политический деятель, депутат кнессета 2-го и 3-го созывов от партии «Общих сионистов».

## Биография
Родился 28 сентября 1910 года в Пловдиве, Болгария в семье Михаэля Бежерано и его жены Юлии. Учился в гимназии в Фрауэнфельде, затем изучал экономику в Миланском университете.
В 1936 году репатриировался в Подмандатную Палестину. Вместе со своим братом основал фабрику по производству сигарет, а также фабрику по производству соков и консервированных фруктов «Assis Citrus». Был членом консультативного совета Банка Израиля и членом совета директоров банка «Леуми».
В 1951 году был избран депутатом кнессета 2-го созыва, а в 1955 году переизбран депутатом кнессета 3-го созыва от партии «Общих сионистов». Работал в комиссии по труду, комиссии по экономике, финансовой комиссии.
В 1938 году женился на Малите Лихтенштейн, в браке родилось двое детей: сын Даниэль и дочь Илана.
Умер 17 октября 1971 года.